# Вассіан II
Вассіан II (д/н —бл. 1546) — церковний діяч часів Великого князівства Литовського.

## Життєпис
Ймовірно походив з білоруського шляхетського роду Шишки із мінського воєводства. Частина дослідників ототожнює Вассіана з Василем Шишкою, що у 1520-х роках був мінським урядником Київського митрополита Іосифа III Русина. Прийняв постриг під ім'ям Вассіан, можливо на честь родича Вассіана, що був настоятелем Києво-Печерського монастиря. Проте питання належності до Шишки залишається дискусійним.
У 1530-х роках призначається ігуменом (або архімандритом) Мінського Вознесенського монастиря. Наприкінці 1541 року отримує від короля польського і великого князя литовського Сигізмунда I Старого права на архімандрію Києво-Печерського монастиря замість відстороненого Софронія. Відповідну грамоту отримав вже 1542 року. 
В цей же період згідно фундушу монастир отримав у заклад в 15 кіп литовських грошей від Пелагеї Брусилівської село Іванівку з правом спадкування. У 1543 році після смерті Педагеї Іванівка дісталася монастирю. Її було перейменовано на Брусилів.
1543 року за заповітом князя Богуша Корецького монастир отримав село Безрадичі. Відомий Вассіан II суперечкою 1544 року щодо майна з князем Андрієм Друцьким-Соколинським. Помер Вассіан II близько 1546 року. Його наступником став Іоаким II.